# جيمس بايك
جيمس بايك (بالإنجليزية: James Pike) هو قسيس أمريكي، ولد في 14 فبراير 1913 في أوكلاهوما سيتي في الولايات المتحدة، وتوفي في 9 سبتمبر 1969.

## وصلات خارجية
- جيمس بايك على موقع إن إن دي بي (الإنجليزية)